# Extinction (psychologie)
Pour les articles homonymes, voir Extinction.
L'extinction d'un conditionnement en désigne la fin. Il est important de bien acquérir la notion de conditionnement pour comprendre celle d'extinction ; cela implique de différencier conditionnement classique, conditionnement opérant, conditionnement cognitif.
L'extinction est souvent un objectif des thérapies cognitivo-comportementales. Dans le modèle ultra-classique des phobies spécifiques, la phobie relève d'un conditionnement rapprochant un stimulus effrayant d'un stimulus neutre. Alors l'extinction de ce conditionnement signifie également la fin de la maladie mentale et la réussite de la thérapie.
Si le conditionnement s'apparente à une association, impliquant deux stimulus, ou un stimulus et une réponse, ou encore une association plus complexe, l'extinction peut s'entendre comme séparation, dissociation.